# Egesina sikkimensis
Egesina sikkimensis là một loài bọ cánh cứng trong họ Cerambycidae.